# Januário Lucas Gaffrée
Januário Lucas Gafrée (Bagé, 19 de setembro de 1878 — Rio de Janeiro, 4 de dezembro de 1917) foi um filósofo brasileiro do Direito.
Fez seus estudos primários em Bagé, secundários em Porto Alegre, bacharelado em Letras no Ginásio de São Leopoldo e Direito na Faculdade de Ciências Jurídicas e Sociais no Rio de Janeiro.
Advogou no Rio de Janeiro. Mais tarde transferiu-se para Porto Alegre, onde integrou o corpo docente da Faculdade de Direito, ensinando, entre outras disciplinas, Filosofia do Direito.
Integrou o corpo editorial do jornal castilhista A Federação.
Foi um dos primeiros pensadores brasileiros a escrever sobre a aplicação da filosofia kantiana no campo do Direito.